# Hypnum campestre
Hypnum campestre là một loài Rêu trong họ Hypnaceae. Loài này được (Müll. Hal.) Mitt. mô tả khoa học đầu tiên năm 1859.